# Canon Auto Zoom 814
Die Canon Auto Zoom 814 ist eine Super 8 Filmkamera die im März 1967 vom japanischen Kamerahersteller Canon, für den Preis von 71,000 Yen auf den Markt gebracht wurde.
Wegen des robusten Metallgehäuses und guter technischer Performance erfreut sich dieses Kameramodell bis heute großer Popularität.

## Aufnahmefähigkeiten
Filmfähigkeiten der Canon Auto Zoom 814:
- 8mm-Film 12 fps[2]
- 8mm-Film 18 fps (Standard)[2]
- 8mm-Film 24 fps (Slow Motion)[2]

Fotografiefähigkeiten:
- 8mm Einzelfoto[2]

## Nachfolgemodelle
Die beiden Nachfolgemodelle Auto Zoom 814 Electronic (1972) und Auto Zoom 1014 Electronic (1973) sind jeweils mit einem elektrischen Auslöser und An/Ausschalter ausgestattet. Das kompaktere Objektiv der Canon Auto Zoom 1014 ermöglichte erstmals 10-fachen Zoom auf einer Canon Super 8 Kamera.